# A Catholic Statement on Pluralism and Abortion
A Catholic Statement on Pluralism and Abortion war eine Kampagne römisch-katholischer Theologen und Laien in den Vereinigten Staaten zur Reform der römisch-katholischen Theologie in der Abtreibungsdebatte.
Am 7. Oktober 1984 veröffentlichte die New York Times eine ganzseitige Werbungsanzeige der US-Organisation Catholics for a Free Choice (CFFC). Die Publikation dokumentierte den Streit zwischen der Leitung des Vatikans in Rom und Teilen der Katholiken in den Vereinigten Staaten.
In dem Zeitungskampagne der New York Times wurde ein Positionspapier veröffentlicht, das von über 80 katholischen Theologen und Mitgliedern von Ordensgemeinschaften in der römisch-katholischen Kirche unterzeichnet war. In dem Papier wurde erklärt, die Ablehnung der Abtreibung durch die katholische Kirche sei „nicht die einzige legitimierte römisch-katholische Position“. Das Positionspapier führte an, eine „große Anzahl“ von katholischen Theologen sei der Ansicht, dass der Schwangerschaftsabbruch eine moralische Entscheidung sei, die den jeweiligen Frauen allein zustehe.

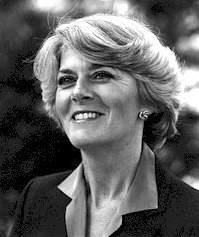
Geraldine Ferraro

Die Kampagne half 1984 der demokratischen Politikerin und Vizepräsidentschaftskandidatin Geraldine Ferraro, einer Befürworterin, in der medialen Debatte gegenüber dem Erzbischof von New York, John Joseph O’Connor, während der Präsidentschaftswahl in den Vereinigten Staaten 1984. Nach dem Erscheinen in der New York Times lehnte die Bischofskonferenz der Vereinigten Staaten die Kampagne ab.

## Unterzeichnende (Auswahl)
Zu den Personen, die das Positionspapier unterzeichneten, gehörten:

### Katholisches Komitee für Pluralismus und Abtreibung

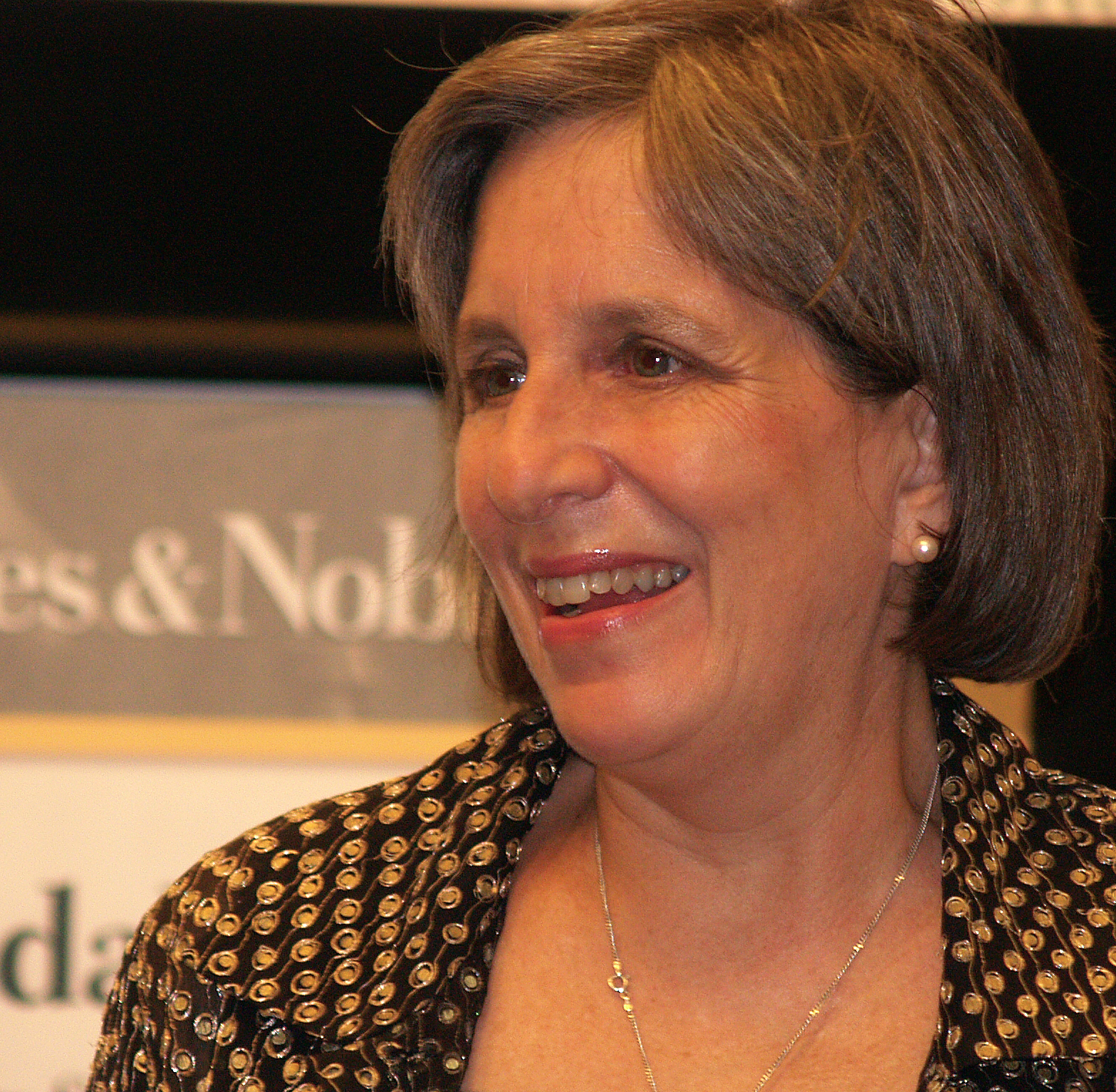
Mary Gordon

- Anthony Battaglia, Religionswissenschaftler, California State University, Long Beach
- Roddy O’Neil Cleary, University of Vermont
- Joseph Fahey, Manhattan College
- Elisabeth Schüssler Fiorenza, University of Notre Dame
- Mary Gordon, Autorin von Final Payments und Company of Women
- Patricia Hennessy, New York City
- Mary E. Hunt, Women’s Alliance for Theology, Ethics and Ritual
- Frances Kissling, Executive Director, Catholics for a Free Choice
- Justus George Lawler, Executive Editor, Academic Bookline, Winston-Seabury Press
- Daniel C. Maguire, katholischer Theologe[2]
- Marjorie Reiley Maguire, katholische Theologin
- J. Giles Milhaven, Brown University
- Rosemary Radford Ruether, Garrett–Evangelical Theological Seminary
- Thomas Shannon, Worcester Polytechnic Institute
- James F. Smurl, Indiana University

### Weitere Unterzeichnende

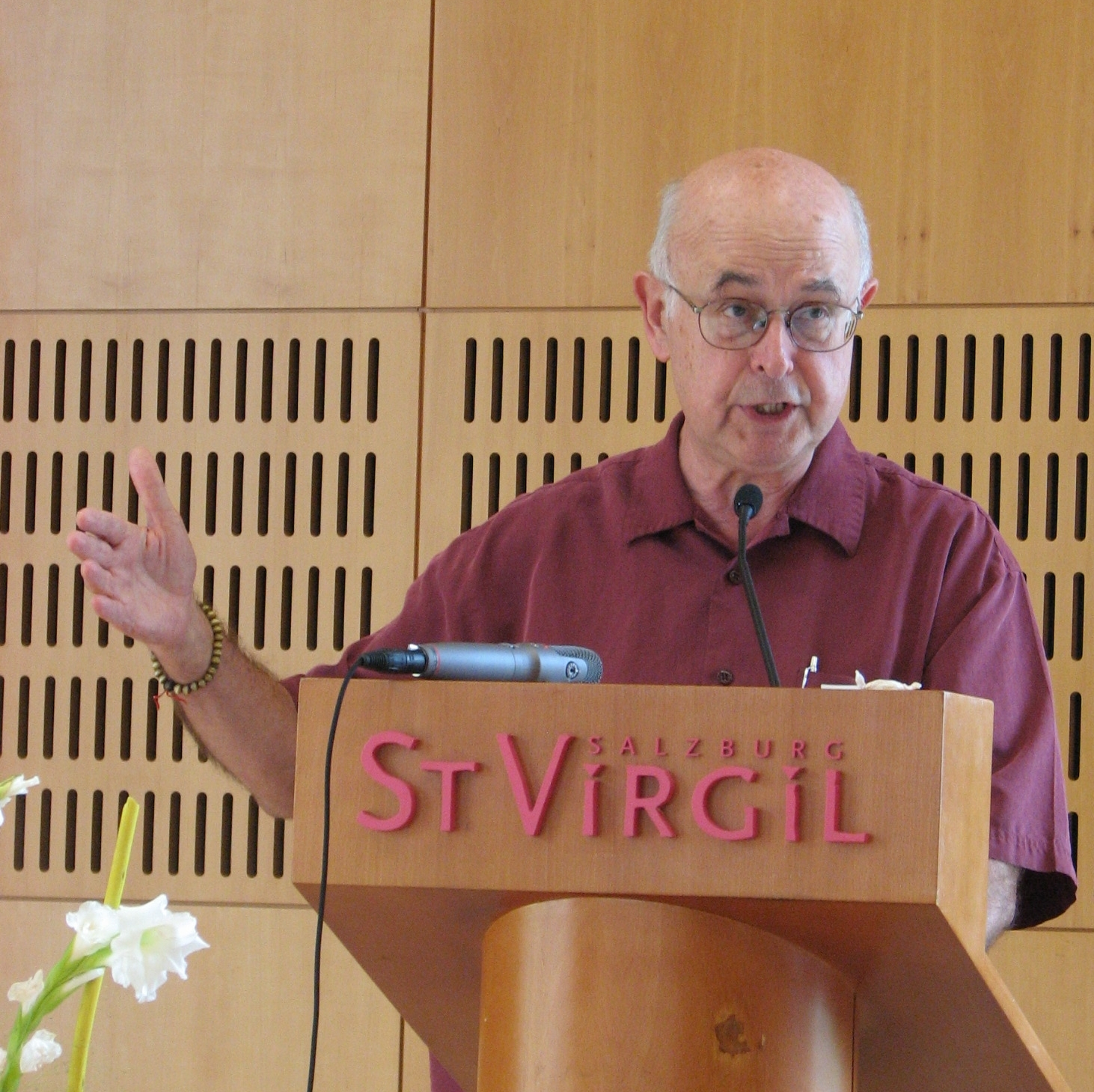
Paul F. Knitter, 2007

- Ronald Burke, University of Nebraska at Omaha, Mitgründer von The Journal of Religion & Film.
- Anne Carr, Nonne und Theologin der University of Chicago Divinity School.
- Patty Crowley, langjähriger Leiter der Organisation Christian Family Movement.
- Margaret Farley, Yale Divinity School
- Barbara Ferraro, Nonne der Schulschwestern Unserer Lieben Frau von Namur
- Maureen Fiedler, Nonne, Pazifistin und Aktivistin der Equal Rights Amendment 1978 bis 1982. Fiedler leitete die Women's Ordination Conference in Detroit, 1975.
- Christine E. Gudorf, Xavier University
- Patricia Hussey, Nonne der Schulschwestern Unserer Lieben Frau von Namur
- Paul F. Knitter, Xavier University
- Agnes Mary Mansour, ehemalige Nonne, Direktorin der Michigan Department of Social Services, ehemals Präsidentin der University of Detroit Mercy.
- Kathleen E. McVey, Princeton Theological Seminary
- Jeanne L. Noble, New York University
- Dolly Pomerleau, Mitgründerin des Quixote Center
- Donna Quinn, Nonne, ehemalige Präsidentin der National Coalition of American Nuns.
- Jill Raitt, University of Missouri
- Jane Schaberg, University of Detroit
- Margaret Ellen Traxler, Nonne der Schulschwestern Unserer Lieben Frau von Namur, Mitgründerin der National Coalition of American Nuns
- Marjorie Tuite, Dominikanische Nonne, Feministin
- Judith Vaughan, Nonne, Direktorin des House of Ruth shelter für Frauen, Los Angeles
- Elizabeth Jane Via, Distriktsanwältin, Professor an der University of San Diego
- Mary Jo Weaver, Autorin
- Arthur E. Zannoni, University of Notre Dame

## Vergleich in anderen Ländern
Ähnliche Kampagnen zur Abtreibungsdebatte gab es zuvor bereits in anderen Ländern wie beispielsweise in Frankreich, in den Niederlanden oder in Deutschland. 1971 erschien in Deutschland in der Zeitschrift Stern die Kampagne Wir haben abgetrieben!.